# Isachne obtecta
Isachne obtecta är en gräsart som beskrevs av John Raymond Reeder. Isachne obtecta ingår i släktet Isachne och familjen gräs. Inga underarter finns listade i Catalogue of Life.